# 志賀重昂
- 志賀重昻

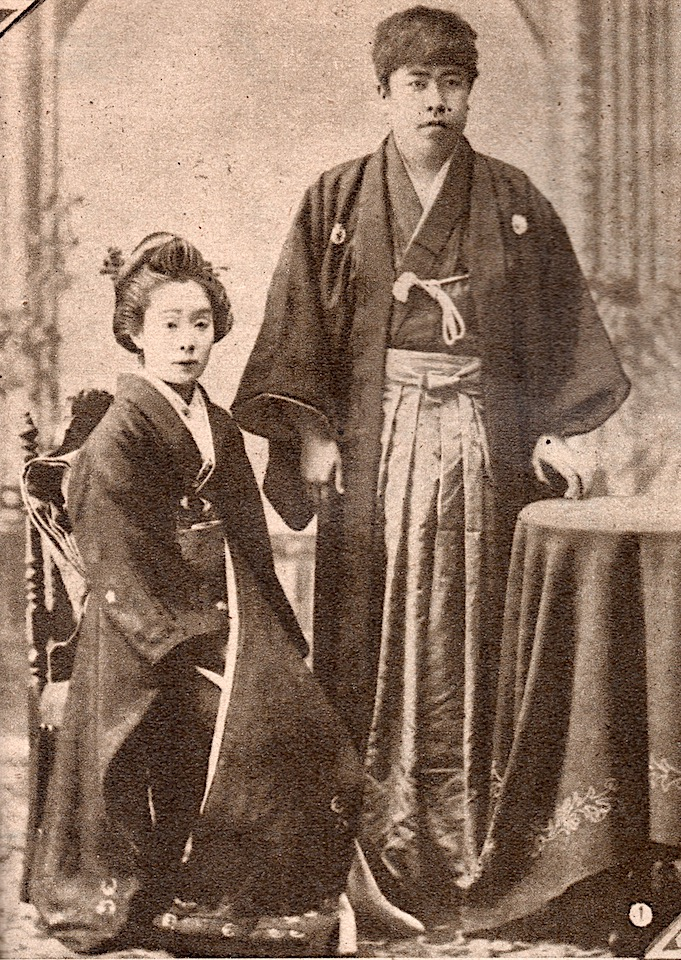
1889年、結婚写真

志賀 重昂（志賀 重昻、しが しげたか、文久3年11月15日〈1863年12月25日〉 - 昭和2年〈1927年〉4月6日）は、日本の地理学者、評論家、教育者、衆議院議員。誕生日は9月15日（1863年10月27日）ともいう。矧川（しんせん）・矧川漁長を号した。

## 生涯
岡崎藩の藩校の儒者・志賀重職の長男として、三河国岡崎康生町（現・愛知県岡崎市）に生まれた。明治元年（1868年）に重職が没した後は、母・淑子（しく）の実家、松下家で育った。
明治7年（1874年）より攻玉社で英学・数学・漢学を修めて同11年（1878年）に退学。しばらく江木高遠に学んだのち、大学予備門に進み、約2年間学ぶ。明治13年（1880年）、札幌農学校に転じた。3学年上に内村鑑三らがいた。後年、共に政教社の同人となる宮崎道正・菊池熊太郎・今外三郎を知った。在学中、北海道の山野および青森県各地を歩き回った。政治への関心を深めた。
明治17年（1884年）、札幌農学校を卒業し、県立長野中学では植物科を担当し、長野県中学校教諭も務め、また長野県師範学校講師として地理科を教えた。だが、酒席での県令・木梨精一郎とのトラブルで翌年辞職し、上京して丸善に勤めた。同年末、海軍兵学校の練習艦「筑波」に便乗してイギリスの巨文島占領の状況を探り、領土問題で緊張していた対馬周辺を視察した。明治19年（1886年）、再び筑波に便乗して南太平洋の諸島（カロリン諸島、オーストラリア、ニュージーランド、フィジー、サモア、ハワイ諸島）を10ヶ月にわたって巡り、翌年に出版した『南洋時事』で、列強の植民地化競争の状況を報じて警世し、これが後の南進論につながった。この著により、東京地学協会の終身名誉会員に推された。
その後、杉浦重剛の東京英語学校で地理学を教え、明治21年（1888年）4月、同人らと政教社を組織し、編集人として、機関誌『日本人』を創刊した。国粋主義を標榜したが、それは、日本のすべてを讃え外国のすべてを退ける排他的な思想ではなく、重昂によれば次のようなものであった。「宗教・徳教・美術・政治・生産の制度は「国粋保存」で守らねばならぬが、日本の旧態を守り続けろとは言わない。ただし西欧文明は、咀嚼し消化してから取り入れるべきだ」（『日本人』第2号所載、『「日本人」が懐抱する処の旨義を告白す』の一節の大意）。
明治22年（1889年）、大隈重信の条約改正案の不備を非難する論陣を張り、反対運動の『日本倶楽部』を結成した。明治26年（1893年）、自宅にイサム・ノグチの父でのちに詩人となった野口米次郎が寄宿した。明治27年（1894年）8月からの日清戦争に際し、120余の新聞雑誌同盟の代表として、『自主外交主義』を唱えた。この年、松野鉄千代と結婚した。ロングセラー、『日本風景論』を出版した。
明治28年（1895年）、東京専門学校講師となり、地理学を講じた。また、妻・鉄千代の出身校跡見女学校でも長らく教鞭を取り、その同窓会である跡見同窓会にも妻とともにしばしば出席した。明治29年（1896年）、進歩党の名誉幹事になった。明治30年（1897年）、農商務省山林局長に就いたが、内閣を批判して懲戒免官にされた。
明治31年（1898年）、第1次大隈内閣の外務省勅任参与官となり、南鳥島の日本領土化に尽力したが、秋には内閣の総辞職で下野し、憲政本党に属した。政教社からは次第に離れた。明治32年（1899年）、憲政本党から派遣されて、厦門・揚子江流域を視察した。明治33年（1900年）、立憲政友会へ移り、党報を編集した。
明治35年（1902年）、政友会から立候補して衆議院議員になったが、同37年（1904年）には落選して政治から離れ、地理学に専念した。日露戦争を仁川、京城、旅順で約半年観戦した。主に第三軍司令部において、外交顧問や通訳などに従事し、軍司令官の乃木希典の知遇を受けた。松本君平の東京政治学校の講師を務めた。
明治38年（1905年）、東京地学協会主幹・大日本水産会幹事の資格で、樺太を視察した。また、海防艦「松江」で沖縄列島を巡回した。翌年、南樺太領有に関しアレクサンドロフスク・サハリンスキーで開かれた日露委員会に出席し、約半年、同島の測量・伐採・撮影をした。
明治40年（1907年）と同41年（1908年）、韓国へ行った。明治43年（1910年）、巡洋戦艦「生駒」に便乗し、世界を巡った。
明治44年（1911年）、早稲田大学教授となり、その死まで在職した。日本山岳会の名誉会員に推された。大正元年（1912年）に、カリフォルニア州とハワイ諸島へ、同3年（1914年）に、ハワイ諸島・カナダ・ワシントンD.C.・キューバ、メキシコを巡り、同4年（1915年）、満州・蒙古に講演旅行をした。
大正3年(1914年)、岐阜県加茂郡教育委員会に招かれて講演をした後に木曽川下りを楽しんだ。その時に太田から犬山までの木曽川中流域の風景を「日本ライン」と名付けた。
大正6年（1917年）、英国王立地学協会の名誉会員になった。大正11年（1922年）、南部アフリカ・南アメリカを巡回した。大正12年（1923年）、インド・中近東・ヨーロッパ・北米を巡り、中東の石油事情とアラブ - イスラエル問題とに注目した。
昭和2年（1927年）3月、左膝関節炎を手術後に没した。63歳。青山斎場で葬儀を執り行った。戒名は章光院矧川日浄居士。
翌年に遺言により分骨されて岐阜県美濃加茂市の祐泉寺にも墓が作られた。
昭和10年(1935年)、イギリスとブラジルの両国から地理学協会の名誉会員としての功績を賞され、両国から方五寸角の記念石が贈られ、遺族の申し出により、祐泉寺にある墓の台座の左右に嵌め込まれた。

## 遺構
墓所は、遺言により東京都杉並区下高井戸の宗源寺にある。出生地、岡崎市欠町の世尊寺に分骨されている。東天竺山世尊寺は、重昂が企画して果たさなかった遺志に従い、地元の人たちが昭和3年（1928年）10月に落成させた寺院である。隣接する岡崎市東公園には重昂が明治44年（1911年）に東京の邸内に設けた亭を昭和4年（1929年）に移築した『南北亭』もある。
日本ラインの名は、大正2年（1913年）、重昂の命名によった。美濃加茂市祐泉寺に記念碑が建つ。また、恵那峡の名は、大正12年（1923年）、重昂の命名によった。
昭和36年（1961年）7月1日、岡崎市の名誉市民に推挙された。

## 主な著作
以下の列記の → 印の後は、最新と思われる重版・改版。

### 単行本
- 『南洋時事』、丸善（1887.4）→  「日本の地理学文献選集1第1巻」、クレス出版（2007.5）に収録
- 『History of nations』、丸善（1888）
- 『地理学講義』、敬業社（1889.8）→  「日本の地理学文献選集1第1巻」、クレス出版（2007.5）に収録
- 『古代史』、（『史学』、東京文学院（1890）(講義録])」に収録
- 『日本風景論』、政教社（1894.10）→ 岩波文庫（1995）ISBN 4003311213 → 一穂社 名著古典籍文庫（2004.12）ISBN 9784861810114
- 『河及湖沢』、政教社 山水叢書（1897.1）→ 増補5版、文武堂（1901.5）→ 「明治後期産業発達史資料第666巻、龍溪書舎（2003.3）」に収録
- 『地理学』、東京専門学校（1897.4）（以降1901年頃まで、同じ書名で年度ごとの講義録を刊行）
- 『内外地理学講義』、谷島屋書店（1899.1）
- 『新万国地図 5版』、丸善（1900.8）
- 『地理學講義 11版』、文武堂（1901.11）
- 『中学地理. 日本之部』、冨山房（1903.4）
- 『地理教科書 本邦篇 訂2版』、冨山房（1904.1）→ 新訂（1911）
- 『地理教科書 外國篇 上中下』、冨山房（1904.1）→ 再訂改版（1906）
- 『地理講話』、早稲田大学出版部 早稲田通俗講話6（1906.12）
- 『最新地図本邦之部』、冨山房（1908）
- 『最新地図世界之部』、冨山房（1908）
- 『大役小志』、東京堂・博文館（1909.11）（旅順港従軍・樺太踏破ほか）
- 『世界写真図説. 雪』、地理調査会（1911.7）
- 『世界山水図説』、冨山房（1911.9）
- 『旅順攻囲軍』、東京堂（1912.3）
- 『続世界山水図説』、冨山房（1916）
- 『国民当用世界当代地理』、金尾文淵堂（1918.7）
- 『知られざる国々』、地理調査会（1926.11）→ 日本評論社 明治文化叢書6（1943）

### 全集
- 志賀冨士男編：『志賀重昂全集』全8巻、志賀重昂全集刊行会（1927.12 - 1929.3）→ 日本図書センター（1995.2）

## 親族
- 長男・志賀富士男 ‐ 愛知大学、跡見学園短期大学教授。1947年の第1回公選岡崎市長選挙に出馬したが落選。岳父に左右田棟一（鈴木達治の甥、左右田金作の娘婿）。
- 娘婿・矢田七太郎 - 長女の夫。駐スイス公使。東亜同文書院院長。
- 孫・志賀学[1] ‐ 1984年から1985年まで特許庁長官を務めた。退任後、日本鋼管副社長に就任。1997年に「新しい歴史教科書をつくる会」が設立されると賛同者に名を連ねた[12]。2018年11月1日、死去[2]。